# Asma El Bakry
Asma El Bakry (Alejandría, 28 de octubre de 1947-El Cairo, 5 de enero de 2015) fue una directora de cine y guionista egipcia.

## Carrera

### Inicios
El Bakry nació en El Cairo y se trasladó a Alejandría cuando era niña, junto con su madre y su hermano. Asistió a la renombrada escuela francesa Notre Dame de Sion y Lycée, y se licenció en literatura francesa en la Universidad de Alejandría en 1970.
Asma El Bakry no contaba con el apoyo de su familia en lo que respecta a su carrera cinematográfica. Su madre sentía que leer libros era más cultivador para Asma que ver películas. Por lo tanto, El Bakry estaba sola en lo que respecta a su interés por una carrera cinematográfica, que comenzó a una edad temprana.
Durante sus estudios primarios siempre se interesó por el teatro y la dirección. Durante su último año en la universidad, asistió al rodaje de la película Una casa hecha de arena (Bayt min al-rimâl) en 1972. Se ofreció como voluntaria para ayudar en general, y se involucró tanto en la realización de la película que se convirtió en una asistente indispensable en el rodaje. Fue un encuentro con Abdel Aziz Fahmy, director de fotografía de la película, que cambió el curso de su vida, ya que fue él quien la ayudó a entrar en el negocio cinematográfico al permitirle trabajar como asistente en su próxima película, Ghorbâ', dirigida por Saad Arafa.

### Reconocimiento
El Bakry trabajó en la industria cinematográfica durante muchos años, incluso como asistente del famoso director egipcio Youssef Chahine, así como con Saad Arafa y Khairy Beshara. También trabajó como autora, ilustradora y directora de producción.
Como directora de producción, El Bakry realizó una veintena de documentales en Egipto para la BBC. También realizó varios cortometrajes y trabajó en Une Femme en Afrique, de Raymond Depardon. Realizó su primer largometraje como directora en 1991, Beggars and Nobles, el cual también produjo. La mayoría de sus documentales revelan un profundo interés por la historia egipcia y un gran deseo de arrojar luz sobre sus civilizaciones pasadas con el objetivo último de instruir a la nueva generación. En Dahsha, por ejemplo, relata la historia de los barcos de madera utilizados por los antiguos egipcios hasta los tiempos modernos. En Hay el Daher, explora la historia de ese distrito de El Cairo, establecido por el sultán Zaher Bibars en el siglo XIII.
Durante la filmación de Mathaf al Iskandariya, un documental sobre el Museo Greco-Romano de Alejandría, El Bakry filmó la recuperación de lo que se creía eran restos del icónico Faro de Alejandría. Después de descubrir que las obras para estabilizar la ciudadela adyacente de Qaitbey estaban destruyendo artefactos antiguos, hizo pública su preocupación, obligando a las autoridades egipcias a detener dicha obra.

## Filmografía
| Año  | Título original          |
| ---- | ------------------------ |
| 1979 | Qatrat ma'               |
| 1981 | Burtreh                  |
| 1981 | Dahsha                   |
| 1982 | Hayy al - Daher          |
| 1982 | Al Rukham                |
| 1991 | Shahatin wa Nubala       |
| 1995 | Mathaf al Iskandariya    |
| 1998 | Kunchirtu fi darb sa'ada |
| 2001 | Al Fatimiyun             |
| 2003 | Al Alyubiyun             |
| 2004 | Al Unf wa al sukhriya    |